# Ex-semble
Der Frauenchor ex-semble wurde im Jahre 1994 von seinem Leiter Christoph Haßler, als „Experiment im kleinen Ensemble“ ins Leben gerufen. Seine Mitglieder entstammen größtenteils dem Südwestpfälzer Kinderchor Münchweiler an der Rodalb. Es wird anspruchsvolle, vorwiegend a cappella Literatur aller Stilepochen erarbeitet.
Der Chor gab Konzerte in Zusammenarbeit mit dem Westdeutschen Rundfunk (WDR) und dem Südwestrundfunk (SWR). Es fanden Konzertreisen nach Ungarn, Italien und in die USA statt.
2003 fanden zwei Sonderkonzerte während des Deutschen Chorfestes in Berlin auf Einladung des Deutschen Sängerbundes statt, unter anderem in der Berliner Philharmonie.

## Auszeichnungen
Der Chor gewann 2000 die Goldmedaille beim internationalen Chorwettbewerb Riva del Garda. Beim nationalen Chorwettbewerb in Lindenholzhausen 2004 erhielt der Chor die Goldmedaille und wurde Kategoriesieger, zudem erhielt er Sonderpreise für die beste Interpretation eines zeitgenössischen Chorstückes und für die beste Interpretation einer Volksliedbearbeitung; außerdem wurde der Chorleiter Christoph Haßler mit dem Dirigentenpreis ausgezeichnet. In Lindenholzhausen erhielt der Chor 2005 das Golddiplom und wurde Sieger in der Kategorie Frauenkammerchöre. Im gleichen Jahr gewann er ein Golddiplom und wurde Sieger in der Kategorie Sonderklasse beim Chorfestival 100 Jahre MGV Frohsinn 1905 e.V. in Jockgrim; Christoph Haßler wurde mit dem Dirigentenpreis ausgezeichnet. Beim 7. Landeschorwettbewerb 2005 in Mutterstadt wurde der Chor Kategoriesieger in der Kategorie Frauenkammerchöre. 2006 wurde ex-semble 1. Preisträger beim Deutschen Chorwettbewerb 2006 in Kiel in der Kategorie Frauenkammerchöre mit dem Prädikat „mit hervorragendem Erfolg teilgenommen“ ausgezeichnet. Der Chor erhielt 2007 den 2. Preis in der Kategorie Frauenchöre mit dem Prädikat „international hervorragend“ beim 10. Internationalen Kammerchorwettbewerb Marktoberdorf. Beim internationalen Kammerchorwettbewerb Maasmechelen / Flandern erhielt 2011 gewann ex-semble den. ex-semple wurde 2013 zum Patenchor des SWR Vokalensembles Stuttgart ernannt. 2016 erhielt ex-semble beim Wettbewerb "Zeitgenössische Musik" im Rahmen des Deutschen Chorfestes in Stuttgart einen 3. Preis und das Prädikat "mit hervorragendem Erfolg teilgenommen".

## CD-Produktionen
- 1998 Leis' rauscht die Nacht
- 2004 faszination mit zeitgenössischer Frauenchorliteratur
- 2006 Irgendwo ist Weihnachtsland
- 2007 Salve Regina
- 2008 Wenn ich ein Vöglein wär Volkslieder-CD
- 2010 ex-trakt
- 2013 Nachtzauber
- 2015 Ceremonies Britten, Brahms, Rheinberger mit Harfe und Hörnern